# 3e division d'infanterie (Corée du Nord)
Pour les articles homonymes, voir 3e division.
La 3e division d'infanterie de Corée du Nord est une division de l'armée populaire de Corée. Elle participa à la Guerre de Corée.